# Фудзіхару Хірокі
Хірокі Фудзіхару (яп. 藤春 廣輝, нар. 28 листопада 1988, Хіґасіосака, префектура Осака) — японський футболіст, захисник клубу «Гамба Осака».
Виступав, зокрема, за клуб «Гамба Осака», а також національну збірну Японії.

## Клубна кар'єра
Народився 28 листопада 1988 року в місті Осака. Починав займатися футболом в дитячих командах «Кусака СС» та ЕХЕ'90, потім виступав за вищу школу Токаї і Університет здоров'я і спорту Осаки.
У 2011 році приєднався до команди «Гамба Осака». Перший офіційний матч провів 1 березня 2011 року в рамках Ліги чемпіонів АФК проти «Мельбурн Вікторі», замінивши на 64-й хвилині Такумі Сімохіру. Дебютний матч у Джей-лізі зіграв 15 травня 2011 року проти клубу «Авіспа Фукуока». Фудзіхару вийшов у стартовому складі і відіграв лише перший тайм. Перший гол у лізі забив 22 жовтня у ворота клубу «Монтедіо Ямагата».
З наступного сезону став гравцем основного складу клубу, але в 2012 році «Гамба Осака» виступала невдало і вилетіла з першого дивізіону Джей-Ліги. У 2013 році захисник відіграв без замін усі 42 матчі в другому дивізіоні, забив 4 м'ячі і став разом з командою переможцем турніру. У 2014 році в складі команди футболіст зробив «золотий хет-трик», вигравши чемпіонат Японії, Кубок країни і Кубок японської ліги, а в лютому наступного року став володарем Суперкубка країни. У сезоні 2015 року став віце-чемпіоном країни і вдруге поспіль — володарем Кубка.

## Виступи за збірні
2016 року захищав кольори олімпійської збірної Японії на Олімпійських іграх 2016 року у Ріо-де-Жанейро.
27 березня 2015 року дебютував в офіційних іграх у складі національної збірної Японії в товариському матчі проти збірної Тунісу (2:0). В серпні того ж року брав участь в Кубку Східної Азії, на якому зіграв один матч і зайняв з командою четверте місце.
Наразі провів у формі головної команди країни 3 матчі.
| Дата       | Місто    | Господарі      | Результат | Гості  | Турнір             | Голи | Примітки |
| ---------- | -------- | -------------- | --------- | ------ | ------------------ | ---- | -------- |
| 27-03-2015 | Ойта     | Японія         | 2 – 0     | Туніс  | товариський матч   | 0    |          |
| 2-8-2015   | Ухань    | Північна Корея | 2 – 1     | Японія | Кубок Східної Азії | 0    |          |
| 17-11-2015 | Пномпень | Камбоджа       | 0 – 2     | Японія | Відбір до ЧС 2018  | 0    |          |
| Усього     |          | Матчів         | 3         |        | Голів              | 0    |          |

## Титули і досягнення
- Чемпіон Японії: 2014
- Переможець Джей-ліги 2: 2013
- Володар Кубка Імператора Японії: 2014, 2015
- Володар Кубка Джей-ліги: 2014
- Володар Суперкубка Японії: 2015